# Pseudocoris petila
Pseudocoris petila là một loài cá biển thuộc chi Pseudocoris trong họ Cá bàng chài. Loài này được mô tả lần đầu tiên vào năm 2012.

## Từ nguyên
Từ định danh petila trong tiếng Latinh có nghĩa là "mảnh mai", hàm ý đề cập đến hình dạng cơ thể thon dài của loài này.

## Phạm vi phân bố và môi trường sống
P. petila nhiều khả năng có phạm vi phân bố trên khắp Ấn Độ Dương. Mẫu vật của loài này được thu thập tại quần đảo Andaman, cũng như được quan sát ở ngoài khơi đảo Weh (phía tây bắc đảo Sumatra, Indonesia). P. petila sau đó đã được quan sát thêm ở Réunion, vịnh Sodwana (Nam Phi) và Seychelles.
P. petila được quan sát ở độ sâu trong khoảng từ 10 đến 35 m, trên nền đáy cát lẫn đá vụn và trong các thảm cỏ biển, rong tảo.

## Mô tả
P. petila có chiều dài cơ thể tối đa được ghi nhận là 14 cm.
Cá đực có màu xanh lục lam ở thân trên, vàng lục ở thân dưới. Có một dải màu đen rộng dọc theo chiều dài thân, phía dưới được viền bởi một đường sọc mỏng hơn, gợn sóng, có màu xanh lam. Dải đen bị ngắt đoạn bởi 2 vệt sọc dọc màu vàng. Đầu có màu vàng lục, thẫm màu xanh lam trên mang và đỉnh đầu; vùng môi trở xuống cằm có màu xanh lơ. Mống mắt màu đỏ da cam. Vây lưng có màu đen với rìa xanh và dải xanh lam dọc gốc vây. Vây đuôi trong mờ, có các vệt màu xanh óng. Vây hậu môn màu vàng nhạt với rìa xanh.
Cá cái có tông màu hồng cam. Các vây có màu cam. Riêng vây lưng và vây hậu môn có các hàng đốm xanh ánh kim. Có hai đốm đen: một trên nắp mang và một trên cuống đuôi.
Số gai ở vây lưng: 9; Số tia vây ở vây lưng: 12; Số gai ở vây hậu môn: 3; Số tia vây ở vây hậu môn: 12; Số tia vây ở vây ngực: 13.

### Trích dẫn
- "Review of the labrid fshes of the Indo-Pacifc Genus Pseudocoris, with a description of two new species" (PDF). Journal of the Ocean Science Foundation. Quyển 16. 2015. tr. 1–55. {{Chú thích tạp chí}}: Đã bỏ qua tham số không rõ |authors= (trợ giúp)